# Association des assureurs mutuels et coopératifs en Europe
Pour les articles homonymes, voir Amice.
 (février 2022).
Motif : à wikifier, présence de source primaire, source secondaire supplémentaire
Notes
L'AMICE coopère avec :
- l’Association internationale de la Mutualité (AIM)[3],
- la National Association of Mutual Insurance Companies (en) (NAMIC),
- l’Association canadienne de compagnies d'assurance mutuelles (ACCAM).

L'Association des assureurs mutuels et coopératifs en Europe (AMICE, en anglais : Association of Mutual Insurers and Insurance Cooperatives in Europe) représente les mutuelles et les coopératives d'assurance européennes revendiquant leur appartenance à l'économie sociale. Elle défend les intérêts de ce secteur et promeut les principes de la mutualité. Elle est fondée en janvier 2008 par la fusion de deux instances représentatives de ce secteur, l’Association internationale des sociétés d’assurance mutuelle et l’Association des assureurs coopératifs et mutualistes européens.

## Historique
- 1964 : création de l'Association internationale des sociétés d’assurance mutuelle (AISAM)
- 1978 : création de l'Association des assureurs coopératifs et mutualistes européens (ACME) par la Fédération internationale des coopératives et mutuelles d'assurance
- 1989 : le président de la Commission Jacques Delors crée une unité entièrement consacrée à l’économie sociale au sein de la direction générale Entreprises et industrie.
- 1997 : l'unité est dissoute à la suite de divergences entre États membres au sein du Conseil[Lequel ?].
- 1998 : création du Comité consultatif des coopératives, mutualités, associations et fondations (CCCMAF)[4].
- 2000 : Intégration dans l’unité Artisanat, petites entreprises, coopératives et mutuelles. Le Comité consultatif est transformé en Conférence européenne permanente des coopératives, mutualités, associations et fondations (CEP-CMAF)[5].
- 2008 : l'AISAM et ACME fusionnent pour assurer une meilleure et unique représentativité en Europe ; et l'AMICE nouvellement créée adhère au CEP-CMAF qui prend le nom de  Social Economy Europe (SEE), au sein de laquelle l'AMICE sera, avec l'AIM, la représentante de l'une des quatre familles de l'économie sociale (la mutualité) ; les coopératives étant représentées par Cooperatives Europe, les associations par l’European Council of Associations of General Interest (CEDAG) et les fondations par l’European Foundation Centre (EFC). En juin l'AMICE organise son premier congrès à Helsinki.
- 2010 : en mai, le 2e congrès a lieu à Gênes.
- 2011 : lors du séminaire organisé à Barcelone, l'AMICE poursuit la défense des PME de l’assurance face à la future directive solvabilité II.
- 2012 : 3e Congrès de l'AMICE à Gdansk[6].
- 2013 : Hilde Vernaillen est élue à l'unanimité comme présidente de l'AMICE[7]
- 2014 : 4e Congrès de l'AMICE à Nice,  sur les « Pratiques commerciales, pratiques mutualistes »[8]
- 2016 : 5e Congrès de l'AMICE à Gand, « #Mutualité, l'assurance de l'avenir »[9]. Grzegorz Buczkowski est élu à l'unanimité comme président de l'AMICE[10].
- 2018 : le 6e Congrès de l'AMICE est organisé à Stockholm pour la période du 3 au 5 juin 2018.

## Gouvernance
Le président, le ou les deux ou trois vice-présidents, le trésorier et les autres membres du Conseil d’administration sont nommés pour trois ans ; les mandats renouvelables deux fois. 

## Activités

### Activité de lobbying
L'AMICE s'informe sur l'évolution législative européenne pouvant avoir un impact sur le secteur de la mutualité et participe activement à plusieurs forums européens : EIOPA, European Parliament Financial Services Forum, EFRAG, etc.
L'action de lobbying de l'AMICE intervient principalement sur les thèmes du financement des entreprises, du statut de la mutuelle européenne, de gouvernance, des affaires réglementaires, et solvabilité II.
L'AMICE est inscrite depuis 2017 au registre de transparence des représentants d'intérêts auprès de la Commission européenne. Elle déclare en 2017 pour cette activité des dépenses annuelles d'un montant compris entre 600 000 et 700 000 euros.

### Promotion et assistance
L'AMICE a la mission de promouvoir le modèle d'entreprise mutualiste et coopératif en Europe. L'association organise dans ce but trois groupes de travail axés sur la communication, sur la promotion des valeurs des mutuelles, sur les réunions des associations, et organise un congrès bisannuel. L'AMICE informe ses membres sur les évolutions du secteur au niveau européen et organise pour ceux-ci des séminaires et ateliers de travail. L'association offre une plateforme où les membres peuvent partager leur savoir-faire et expériences en participant à des groupes de travail, sur les thèmes de la RSE, de la santé, de la réassurance ou des PME[réf. souhaitée].

## Membres
L'AMICE a 84 membres[Quand ?], 3 membres associés (l'association Réunion des organismes d'assurance mutuelle et le Groupement européen d'intérêt économique Euresa), et 4 membres de soutien. Elle représente environ 700 assureurs de plus indirectement, via l’adhésion d’associations nationales d’assureurs. La France compte une quinzaine de membres, parmi lesquels on trouve la Fédération nationale de la mutualité française.